# 管金生
管金生（1947年5月19日—）江西省清江县人，中华人民共和国金融家。

## 生平
管金生出生在清江县一个贫苦农民家庭。1965年，考入上海外国语学院。1982年，自上海外国语学院获法国文学硕士学位。因工作不对口，他从公安机关的翻译职位，改投上海国际信托投资公司工作，历任经理助理、副经理，并且被选送至比利时布鲁塞尔自由大学学习，获得法学、工商管理双硕士。
1980年代后期，邓小平视察上海，征求上海各界振兴上海的意见，管金生上书力陈创建中国证券市场的重要性，并愿作第一人。其建议被接纳，获批准“试点”。1988年，上海第一家股份制证券公司“万国证券公司”（简称万国证券）开张，管金生任总经理。万国证券成立不到两个月，便加入对意大利国民劳动银行新加坡分行在英国伦敦发行欧洲日元证券的承销团，承销团由20余个国际证券公司组成，日本野村证券任总干事，万国证券任副总干事。1990年12月，上海证券交易所开业。在建设上海证券交易所的过程中，其交易规则、交易设备、交易员培训，几乎都由万国证券操办。
1992年底，万国证券在香港与李嘉诚合作，收购香港上市公司香港大众，这是中国大陆证券公司第一次收购境外企业并且成为控股人。在管金生执掌万国证券时期，万国证券的一级市场承销业务占全国总份额60%，二级市场经纪业务占全国总份额40%。英国、美国权威机构将万国证券评为中国第一大证券公司。管金生曾应美国CNN之邀，在CNN直播中心用英语向全世界介绍上海证券市场，成为作此类演讲的首位中国金融界人士。
1995年2月23日，万国证券被指违规交易“327”国债合约，最后8分钟利用规则砸出的1056万口卖单被宣布为无效交易，国债面值2112亿元人民币，亏损16亿元人民币。此即三二七国债事件。1995年4月，管金生辞职。1995年5月17日，中国证监会发出《关于暂停全国范围内国债期货交易试点的紧急通知》，中华人民共和国的国债期货交易就此停止，中国第一个金融期货品种夭折。5月19日，管金生被逮捕，被控贪污、挪用公款40余万元人民币。1995年9月20日，中华人民共和国监察部、中国证监会等部门公布了对三二七国债事件的调查结果及处理决定，决定称，“这次事件是一起在国债期货市场发展过快、交易所监管不严和风险控制滞后的情况下，由上海万国证券公司、辽宁国发（集团）公司引起的国债期货风波。”1996年4月，万国证券被迫与申银证券公司合并。1997年2月，管金生被人民法院判处有期徒刑17年。
入狱后，管金生翻译了一些有关全球化和各国经济问题的文章。2003年，管金生保外就医，回家休养。后来，管金生在上海某会计师事务所担任金融顾问，并常回家乡江西从事一些项目。

## 相关人物
- 阚治东
- 张国庆